# Christian Oster
Pour les articles homonymes, voir Oster (homonymie).
 (mai 2016).
Christian Oster est un écrivain français, né à Paris en 1949.

## Biographie
Après avoir lu [réf. souhaitée] Le Chiendent de Raymond Queneau, Christian Oster se lance en littérature en écrivant des polars pour le Fleuve noir, dans les années 1980.
Il est connu pour être l'auteur de Mon grand appartement, récompensé en 1999 par le Prix Médicis, et d'Une femme de ménage (2001), adapté au cinéma l'année suivante par Claude Berri, tous deux parus aux éditions de Minuit.
Pour Télérama , « son humour flegmatique est un trampoline bien tendu, sur lequel son histoire rebondit toujours plus haut. »
Christian Oster publie régulièrement, aux éditions de l'École des Loisirs, des recueils de contes peuplés de loups, d'ogres et de princesses, mais aussi d'aliments variés et d'objets de la vie quotidienne du XXIe siècle. On y trouve de la fantaisie, de nombreux jeux de mots et un traitement ironique du langage.

## Courants d'influence
En plus de Raymond Queneau, Christian Oster est influencé par Jean-Patrick Manchette, auteur de polars dont il apprécie la liberté du style d'écriture. Un peu plus tard dans son parcours littéraire, il se verra affublé de l'étiquette d'écrivain « impassible », dont la froideur de la prose rappelle celle du Nouveau Roman. 

## Œuvre

### Romans

#### Aux éditions de Minuit
- Volley-ball, 1989  (ISBN 2707312762)
- L’Aventure, 1993  (ISBN 2707314463)
- Le Pont d’Arcueil, 1994  (ISBN 2707314781)
- Paul au téléphone, 1996  (ISBN 2707315303)
- Le Pique-nique, 1997  (ISBN 2707315664)
- Loin d’Odile, 1998  (ISBN 2707316040)
- Mon grand appartement, 1999  (ISBN 2707316822) (Prix Médicis)
- Une femme de ménage, 2001  (ISBN 2707317330)
- Dans le train, 2002  (ISBN 2707317918)
- Les Rendez-vous, 2003  (ISBN 2707318361)
- L’Imprévu, 2005  (ISBN 2707318981)
- Sur la dune, 2007  (ISBN 9782707319791)
- Trois hommes seuls, 2008  (ISBN 9782707320506)
- Dans la cathédrale, 2010  (ISBN 9782707321084) (Prix Vendanges Littéraires de Rivesaltes, 2010[4])

#### Aux éditions de l'Olivier
- Rouler, 2011  (ISBN 9782879297774) (Prix La Montagne-Terre de France 2011[5])
- En ville, 2013  (ISBN 2879297788)
- Le Cœur du problème, 2015  (ISBN 978-2-87929-779-8)[6]
- La vie automatique, 2017  (ISBN 978-2-82360-878-6)
- Massif central[1], 2018  (ISBN 978-2-82361-202-8)[7]

### Romans policiers
- La Pause du tueur, Fleuve Noir, coll. « Engrenage » no 97, 1984
- Noctambule, Fleuve Noir, coll. « Engrenage » no 111, 1985
- Le Fou sur la colline, Fleuve Noir, coll. « Engrenage » no 127, 1985

### Ouvrages de littérature d'enfance et jeunesse
- Le Lapin magique, ill. de Anaïs Vaugelade, L'École des loisirs, coll. « Mouche », 1998
- L'abominable Histoire de la poule, ill. de Alan Mets, L'École des loisirs, coll. « Mouche », 1998
- Le Colonel des petits pois et autres histoires, ill. de Willi Glasauer, L'École des loisirs, coll. « Neuf », 1999
- Le Prince qui cherchait l'amour et autres histoires, ill. de Willi Glasauer, L'École des loisirs, coll. « Neuf », 1999
- La Salade maudite, ill. de Alan Mets, L'École des loisirs, coll. « Mouche », 2000
- Pas de vraies vacances pour Georges, ill. de Alan Mets, L'École des loisirs, coll. « Mouche », 2000
- Les Trois Vaillants Petits Déchets, ill. de Alan Mets, L'École des loisirs, coll. « Mouche », 2000
- Le Vicomte de Tournebroche, ill. de Willi Glasauer, L'École des loisirs, coll. « Neuf », 2000
- Les Lèvres et la tortue, ill. de Anaïs Vaugelade, L'École des loisirs, coll. « Mouche », 2001
- Le Loup qui cherchait sa serviette, ill. de Gilles Rapaport, L'École des loisirs, coll. « Neuf », 2001
- La Grève des fées, ill. de Alan Mets, L'École des loisirs, coll. « Neuf », 2001
- Le Jour où l’ogre a volé, ill. de Alan Mets, L'École des loisirs, coll. « Neuf », 2001
- Le Roi de n’importe-Où, ill. de Anaïs Vaugelade, L'École des loisirs, coll. « Mouche », 2002
- Le Prince et la caissière, ill. de Mette Ivers, L'École des loisirs, coll. « Mouche », 2002
- Le Voleur de châteaux, ill. de Alan Mets, L'École des loisirs, coll. « Mouche », 2002
- Le Loup, le géant et le distributeur de chewing-gum, ill. de Sabine Laran, L'École des loisirs, coll. « Neuf », 2002
- La Princesse enrhumée, ill. de Gilles Rapaport, L'École des loisirs, coll. « Neuf », 2002
- Le Bain de la princesse Anne, ill. de Nadja, L'École des loisirs, coll. « Mouche », 2004
- Le Roi fait sa valise, ill. de Dorothée de Monfreid, L'École des loisirs, coll. « Neuf », 2004
- La Princesse qui n’existait pas, ill. de Kitty Crowther, L'École des loisirs, coll. « Neuf », 2004
- Le Chevalier qui cherchait ses chaussettes, ill. de Pascal Lemaître, L'École des loisirs, coll. « Mouche », 2007
- Le cochon qui voulait bronzer[3], éd. École des loisirs , 2007
- La Princesse poussiéreuse, ill. de Willi Glasauer, L'École des loisirs, coll. « Mouche », 2009
- Le Géant et le gigot[2], ill. de Audrey Poussier, L'École des loisirs, coll. « Mouche », 2011
- Le Cochon et le prince, illustrations de Dorothée de Monfreid, L'École des loisirs, coll. « Mouche », 2013
- L'Invitation faite au loup, ill. d'Anaïs Vaugelade, L'École des loisirs, coll. « Mouche », 2013,
- Le Loup en laisse , illustrations de Michel Van Zeveren, L'École des loisirs, coll. « Mouche », 2017

## Prix et distinctions
- Prix Médicis 1999 pour Mon grand appartement
- Prix Terre de France 2011 pour Rouler
- Prix Landerneau 2013 catégorie Roman pour En ville[8]

## Adaptation de son œuvre au cinéma
- 2002 : Une femme de ménage, film français de Claude Berri, d'après le roman au même titre paru en 2001.

## Sources
- Claude Mesplède (dir.), Dictionnaire des littératures policières, vol. 2 : J - Z, Nantes, Joseph K, coll. « Temps noir », 2007, 1086 p. (ISBN 978-2-910-68645-1, OCLC 315873361), p. 467.